# James Wilson (navigateur)
Pour les articles homonymes, voir James Wilson et Wilson.
James Wilson est un navigateur britannique du XVIIIe siècle.

## Biographie
Ancien mécréant converti sur un navire par un missionnaire baptiste, James Wilson fut l'un des premiers membres de la London Missionary Society créée en 1795. À ce titre, en tant que commandant du Duff (en), navire affrété par la LMS, il conduisit 39 missionnaires (30 hommes, 6 femmes et 3 enfants) vers l'île de Tahiti qu'il atteignit le 5 mars 1797. L’arrivée de l'Évangile est ainsi célébrée chaque année le 5 mars en Polynésie française.
Lors de son voyage, James Wilson fut également le découvreur d'un certain nombre d'îles jusqu'alors inconnues des Européens, comme Temoe, les îles Gambier (le 24 mai 1797), Takaroa, Pukarua.

## Webographie
- (en) Max Quanchi, Historical Dictionary of the Discovery and Exploration of the Pacific Islands, The Scarecrow Press, 2005 (ISBN 978-0-8108-5395-9).
- (en) William Wilson, A missionary voyage to the southern Pacific ocean, performed in the years 1796, 1797, 1798, in the ship Duff, commanded by Captain James Wilson, Londres, T. Chapman, 1799 (lire en ligne).